# Arcidiocesi di Dili

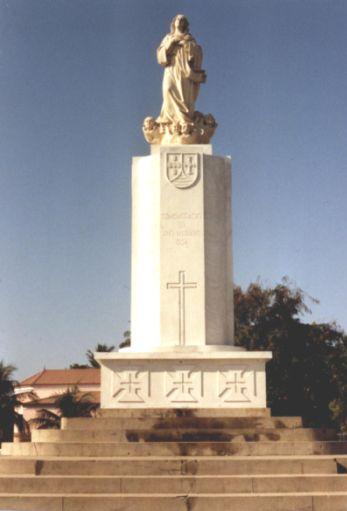
Colonna mariana a Dili

L'arcidiocesi di Dili (in latino Archidioecesis Diliensis) è una sede metropolitana della Chiesa cattolica a Timor Est. Nel 2021 contava 683.846 battezzati su 728.140 abitanti. È retta dall'arcivescovo cardinale Virgílio do Carmo da Silva, S.D.B.

## Territorio
L'arcidiocesi comprende 6 distretti di Timor Est: Dili, Ainaro, Aileu, Ermera, Manufahi e Oecusse.
Sede arcivescovile è la città di Dili, dove si trova la cattedrale dell'Immacolata Concezione.
Il territorio è suddiviso in 32 parrocchie.

## Storia
La diocesi di Dili fu eretta il 4 settembre 1940 con la bolla Sollemnibus Conventionibus di papa Pio XII, ricavandone il territorio dalla diocesi di Macao. Originariamente era suffraganea dell'arcidiocesi di Goa e Damão.
Il 1º gennaio 1976 in forza della bolla Ad nominum di papa Paolo VI divenne diocesi immediatamente soggetta alla Santa Sede.
Il 30 novembre 1996 e il 30 gennaio 2010 cedette porzioni del proprio territorio a vantaggio dell'erezione rispettivamente della diocesi di Baucau e della diocesi di Maliana.
L'11 settembre 2019 è stata elevata al rango di arcidiocesi metropolitana con la bolla Ad totius dominici gregis.

## Cronotassi dei vescovi
Si omettono i periodi di sede vacante non superiori ai 2 anni o non storicamente accertati.
- Jaime Garcia Goulart † (12 ottobre 1945  - 31 gennaio 1967 dimesso[2])
- José Joaquim Ribeiro † (31 gennaio 1967 succeduto - 22 ottobre 1977 dimesso)
  - Sede vacante (1977-2004)
  - Martinho da Costa Lopes † (ottobre 1977 - maggio 1983 dimesso) (amministratore apostolico)
  - Carlos Filipe Ximenes Belo, S.D.B. (21 marzo 1988 - 26 novembre 2002 dimesso) (amministratore apostolico)
  - Basílio do Nascimento † (26 novembre 2002 - 27 febbraio[3] 2004 nominato vescovo di Baucau) (amministratore apostolico)
- Alberto Ricardo da Silva † (27 febbraio[3] 2004 - 9 febbraio 2015 dimesso)
  - Basílio do Nascimento † (9 febbraio 2015 - 30 gennaio 2016) (amministratore apostolico)
- Virgílio do Carmo da Silva, S.D.B., dal 30 gennaio 2016

## Statistiche
L'arcidiocesi nel 2021 su una popolazione di 728.140 persone contava 683.846 battezzati, corrispondenti al 93,9% del totale.
| anno | popolazione | popolazione | popolazione | presbiteri | presbiteri | presbiteri | presbiteri                | diaconi | religiosi | religiosi | parrocchie |
| anno | battezzati  | totale      | %           | numero     | secolari   | regolari   | battezzati per presbitero | diaconi | uomini    | donne     | parrocchie |
| ---- | ----------- | ----------- | ----------- | ---------- | ---------- | ---------- | ------------------------- | ------- | --------- | --------- | ---------- |
| 1949 | 38.034      | 420.430     | 9,0         | 24         | 19         | 5          | 1.584                     |         | 12        | 23        | 11         |
| 1970 | 164.178     | 618.530     | 26,5        | 46         | 36         | 10         | 3.569                     |         | 17        | 46        | 3          |
| 1980 | 213.000     | 740.800     | 28,8        | 25         | 18         | 7          | 8.520                     |         | 11        | 36        | 18         |
| 1990 | 583.079     | 714.245     | 81,6        | 63         | 24         | 39         | 9.255                     | 1       | 74        | 100       | 24         |
| 1998 | 527.294     | 627.166     | 84,1        | 86         | 38         | 48         | 6.131                     |         | 152       | 254       | 22         |
| 2001 | 504.299     | 539.811     | 93,4        | 64         | 26         | 38         | 7.879                     |         | 139       | 203       | 22         |
| 2002 | 514.089     | 558.610     | 92,0        | 78         | 32         | 46         | 6.590                     |         | 149       | 203       | 28         |
| 2006 | 663.331     | 789.701     | 84,0        | 123        | 47         | 76         | 5.392                     |         | 118       | 279       | 30         |
| 2010 | 435.052     | 464.649     | 93,6        | 104        | 56         | 48         | 4.183                     |         | 69        | 162       | 25         |
| 2013 | 561.135     | 591.425     | 94,9        | 128        | 57         | 71         | 4.383                     |         | 90        | 331       | 28         |
| 2016 | 585.958     | 617.898     | 94,8        | 149        | 57         | 92         | 3.932                     |         | 114       | 532       | 28         |
| 2019 | 630.176     | 667.331     | 94,4        | 149        | 63         | 86         | 4.229                     | 1       | 132       | 432       | 30         |
| 2020 | 669.540     | 712.277     | 94,0        | 205        | 69         | 136        | 3.266                     |         | 246       | 466       | 32         |
| 2021 | 683.846     | 728.140     | 93,9        | 158        | 67         | 91         | 4.328                     | 1       | 207       | 488       | 32         |